# The Finals
The Finals (stilisiert als THE FINALS) ist ein kostenlos spielbarer Mehrspieler-Ego-Shooter, entwickelt und veröffentlicht von Nexon und seiner schwedischen Tochtergesellschaft Embark Studios. Das Spiel wirbt mit großen, weitläufig zerstörbaren Arenas, in denen mehrere Teams mit bis zu fünf Personen gegeneinander antreten können.

## Inhalt
Das Spiel spielt in der Zukunft, etwa um das Jahr 2100, und handelt von einer fiktiven, virtuellen Spielshow, in der bis zu vier Teams mit jeweils maximal drei Spielern in Virtueller Realität gegeneinander antreten, um innerhalb eines Zeitlimits einen möglichst hohen Geldwert zu sammeln. Das Team mit dem meisten Geld beim Ablauf des Timers oder das Team, das zuerst einen vorgegebenen Geldwert erreicht, geht als Sieger hervor. Während des Spielverlaufs werden die Teams von virtuellen Fans bejubelt und die Geschehnisse des Matches werden von zwei Moderatoren kommentiert.
Das Spiel legt einen starken Fokus auf die Veränderung der Spielumgebung zum eigenen Vorteil. So können Wände und Böden sowie Decken fast immer vollständig zerstört, Wege durch Trümmerteile blockiert oder verschiedene explosive Kanister verwendet werden, um Gänge zu blockieren, sie in Brand zu setzen oder mit giftigem Gas zu füllen.
Wird ein Spieler getötet, löst er sich in einen Haufen goldener Münzen auf und an der Stelle, an der er besiegt worden ist, taucht eine kleine Statue auf, mit der seine Teammitglieder ihn wiederbeleben können. Diese Statue kann, so wie viele andere Objekte in der Arena, aufgehoben und geworfen werden. Alternativ kann der Spieler nach einer kurzen Zeit auch selbst wieder ins Spiel einsteigen, was jedoch in bestimmten Spielmodi einen sogenannten „Wiederbelebungs-Token“ aufbraucht, von dem ein Spieler nur eine begrenzte Anzahl hat. Werden alle Mitglieder eines Teams ausgeschaltet (ein sogenannter „Wipeout“), so müssen sie etwas länger warten, bis sie gleichzeitig respawnen können.
Weil es ein zentrales Merkmal der Spielhandlung ist, wurde besonderer Wert auf den Ausbau der Zerstörungsmechaniken gelegt. Die physikalische Zerstörung wird laut dem Entwickler serverseitig berechnet und an die Clients vermittelt, wodurch es möglich ist, dass in dem Spiel die dynamische Zerstörung von Gebäudeteilen für alle Spieler synchron stattfindet. Dies verringert die geforderte Rechenleistung an das Endgerät des Spielers, weshalb die Bildwiederholungsfrequenz auch bei größeren Zerstörungsereignissen relativ stabil bleiben kann.
Das Spiel unterstützt einen plattformübergreifenden Mehrspielermodus, wodurch Spieler von verschiedenen Plattformen miteinander spielen können.

### Klassen
Der Spieler hat die Wahl zwischen drei spielbaren Charakterklassen: Schwer, Medium und Leicht (Heavy, Medium, Light). Alle Klassen haben Zugriff auf eine ähnliche Auswahl an Granaten und Minen. Sie unterscheiden sich aber in ihrer Größe, Laufgeschwindigkeit und ihren Lebenspunkten. Je nach Klasse stehen unterschiedliche Waffen, Fähigkeiten und Gadgets zur Verfügung, wodurch der Spieler seinen Charakter an seinen persönlich bevorzugten Spielstil anpassen kann.

#### Schwer
Die Schwere-Klasse, welche die meisten Lebenspunkte hat, kann die Fähigkeit benutzen, für eine kurze Zeit geradeaus loszustürmen und durch Wände hindurchzulaufen, welche dadurch zerstört werden. Sie hat Zugriff auf besonders große, schwere Waffen wie Maschinengewehre oder einen Flammenwerfer, und sie kann Schilde platzieren, mit denen feindliche Geschosse abgewehrt werden. Dies wird dadurch ausgeglichen, dass sie durch ihre Größe und ihre vergleichsweise langsame Laufgeschwindigkeit ein leichteres Ziel darstellt.

#### Medium
Die Medium-Klasse steht, wie der Name verrät, zwischen den beiden anderen Klassen bei den Lebenspunkten, Geschwindigkeit und Größe. Sie bietet mehrere unterstützungsorientierte Fähigkeiten, wie zum Beispiel einen Heilstrahl, mit dem die Lebenspunkte von Teammitgliedern regeneriert werden können, oder einem Defibrillator, welcher das sofortige Wiederbeleben von gefallenen Teammitgliedern ermöglicht. Die Medium-Klasse kann Sturmgewehre ausrüsten und hat Zugriff auf Jumppads (Sprungpads) oder platzierbare Seilrutschen, welche von mehreren Personen genutzt werden können, um sich schneller durch die Arena zu bewegen.

#### Leicht
Die Leichte-Klasse ist das genaue Gegenteil zu der Schweren, denn sie ist sehr klein und schnell. Sie hat mehrere Fähigkeiten, die ihre Beweglichkeit stark fördern, wie zum Beispiel einen Wurfhaken, mit welchem der Spieler an einem Seil durch die Arena schwingen oder höher gelegene Orte schnell erreichen kann. Durch die sehr geringen Lebenspunkte muss man mit der leichten Klasse besonders Hinterhalte und Flanken nutzen, weil man im direkten Zweikampf gegenüber den anderen Klassen im Nachteil ist. Sie hat Zugriff auf kleine, schnell schießende Waffen wie Maschinenpistolen, aber auch auf das einzige Scharfschützengewehr des Spiels, welches ihr ermöglicht auch über sehr große Distanzen hohen Schaden zu verursachen.

### Mikrotransaktionen
Das Spiel beinhaltet digitale Mikrotransaktionen in Form eines Ladens und einer Premium-Währung namens Multibucks, welche mit Echtgeld erworben werden kann. Mit dieser Premium-Währung können verschiedene Animationen, Tänze (Emotes) und Kosmetikartikel für die Spielfigur und für die Waffen gekauft werden, wie Kleidung, Accessoires, Waffenbemalungen, Aufkleber oder Schlüsselanhänger. Diese Käufe dienen allein ästhetischen Zwecken; sie haben keinen Einfluss auf die Leistung und den Schaden der Waffen, den sie verursachen.

### Seasons
The Finals hat, ähnlich wie andere Life-Service-Spiele, zeitlich begrenzte Seasons. Die erste Season war Season 0, welche für die Teilnehmer in der offenen Beta zugängig war. Bei der Erscheinung des Spiels begann Season 1, welche vom 7. Dezember 2023 bis zum 14. März 2024 aktiv war. Wenn eine Season ausläuft, beginnt die nächste Season, verbunden mit einer größeren Erweiterung. Zu Beginn einer Season werden zudem der Rang und die Fame-Punkte aller Spieler zurückgesetzt, und die Spieler, die in der vorherigen Season die höchsten Punkte erreicht haben, werden auf einer goldenen Trophäe auf der Practice Range für alle Spieler ausgestellt.

### Battlepass
Das Spiel verfügt einen Battlepass, welcher jeweils über den Zeitraum einer Season aktiv ist und den Spieler bei jedem aufgestiegenen Level mit einem neuen Preis belohnt. Er beinhaltet auch einige kostenlos freischaltbare Stufen und Belohnungen, und Spieler, die den Battlepass nicht gekauft haben, werten im Laufe der Season durch das Erspielen von Erfahrungspunkten den Battlepass auf. Trotzdem muss der Spieler, um alle erspielten Preise zu erhalten, den Battlepass im Laden kaufen. Nach dem Ablauf der Season sind die Belohnungen aus dem dazugehörigen Battlepass nicht mehr erwerb- oder freischaltbar, aber bleiben den Spielern, welche den Battlepass vor Ablauf der Season gekauft und die Belohnungen erspielt haben, permanent erhalten.

### Karten/Arenas
Das Spiel wurde mit insgesamt vier Karten veröffentlicht. Die Karten bekommen zu Beginn eines Matches zufällige Attribute zugewiesen, zum Beispiel eine Uhrzeit und Wetter. Außerdem gibt es verschiedene Variationen, durch welche der Spielfluss merkbar verändert wird, wie beispielsweise die Variation „Bewegliche Plattformen“ der Karte Seol, bei welcher einer der Cashouts sich auf einer sich bewegenden Plattform befindet.
Außerdem gibt es im Laufe des Matches auf allen Karten mögliche zufällige Events, wie Niedrige Anziehungskraft, Meteoritenschauer, oder sogar eine Alien-Invasion, bei welcher mehrere UFOs über der Arena auftauchen und diese bombardieren.
Neben den normalen Mehrspielerkarten gibt es außerdem einen Übungsplatz, die sogenannte Practice Range, auf welcher der Spieler allein und in aller Ruhe seine Ausrüstung ausprobieren kann.
| Name              | Variationen                                          | Erscheinungsdatum  |
| ----------------- | ---------------------------------------------------- | ------------------ |
| Monaco 2014       | Standard Issue Duck and Cover Suspended Structures   | 7. März 2023       |
| Seol 2023         | Standard Issue Under Construction Moving Platforms   | 7. März 2023       |
| Skyway Stadium    | Standard Issue Up, Down, Left, Right High Rise       | 7. März 2023       |
| Practice Range    | -                                                    | 7. März 2023       |
| Las Vegas Stadium | Standard Issue Sandstorm                             | 20. März 2025      |
| SYS$HORIZON       | Standard Issue                                       | 14. März 2024      |
| Kyoto 1568        | Standard Issue Moving Platforms Suspended Structures | 13. Juni 2024      |
| Fortune Stadium   | Standard Issue                                       | 26. September 2024 |
| Bernal 2024       | Standard Issue Suspended Sponsor Structures          | 12. Dezember 2024  |

## Spielmodi
Das Spiel hat vier Haupt-Spielmodi. Außerdem finden regelmäßig zeitlich begrenzte Events statt, welche oft mit themenbezogenen Variationen der Haupt-Spielmodi einhergehen.

### Cashout
Der Haupt-Spielmodus des Spiels, bezeichnet als Cashout oder Quick-Cash, hat drei Teams, die gegeneinander antreten, um einen Tresor, welcher an einer zufälligen Stelle in der Arena auftaucht, zu öffnen und zu verteidigen. Sobald der Tresor geöffnet ist, muss dieser aufgehoben und zu einem von zwei möglichen sogenannten „Cashout-Stationen“ gebracht werden, wo dieser dann für zwei weitere Minuten verteidigt werden muss. Während dieser Spielphase ist es dem Gegner möglich den Cashout zu stehlen, indem einer von ihnen sich neben ihn stellt und für fünf Sekunden mit ihm interagiert, wobei dieser sich aber nicht selbst verteidigen kann. Sobald der Cashout-Timer abläuft, wird dem Team, welches in diesem Moment Kontrolle darüber hält, 10.000 $ in Spiel-Währung zugewiesen. Das Team, welches als erstes zwei erfolgreiche Cashouts erzielt (also insgesamt 20.000 $ erhält), gewinnt das Match. Wenn der Runden-Timer ausläuft, ohne dass ein Cashout gestartet worden ist, gewinnt das Team mit dem höchsten Geldwert.

#### Tournaments
Tournaments ist eine Variation von Cashout, bei dem die Teams prinzipiell dasselbe Ziel verfolgen wie in der Quickplay-Variante des Modus, allerdings mit ein paar Restriktionen. Es gibt pro Match jeweils vier Teams, welche gegeneinander antreten, um den Cashout abzuliefern, und es können mehrere Tresore auf der Karte gleichzeitig aktiv sein. Es gibt kein Limit an Geld, welches ein Team erreichen kann, stattdessen haben die Matches nur ein Zeitlimit. Sollte ein Spieler sterben, kann er sich nicht einfach nach einer kurzen Zeit wiederbeleben, denn in diesem Modus kostet dies einen „Respawn Token“, von denen es nur eine begrenzte Anzahl gibt. Daher liegt in diesem Modus ein größerer Fokus darauf, seine Teamkameraden manuell wieder zu beleben, damit diese Tokens für den Notfall erhalten bleiben. Sollten alle Mitglieder eines Teams ausgeschaltet werden, gibt es einen „Wipeout“, durch welchen das Team als Strafe länger außer Gefecht gesetzt ist und 30 % des bisher erhaltenen Gelds abgezogen werden. In jedem Match steigen zwei der vier Teams in die nächste Stufe auf, während die restlichen zwei Teams disqualifiziert werden. Die zwei Teams treten anschließend gegen die zwei Gewinner des anderen Matches an, welches parallel lief. Hier gibt es erneut zwei Sieger, welche dann in einem dritten, finalen Match gegeneinander antreten. Außerdem gibt es eine öffentliche Rangliste aller Spieler. Durch das Gewinnen oder Verlieren von Tournaments wird der individuelle Rang beeinflusst, mit dem Ziel in die höchste Liga aufzusteigen.

### Bank It
Der zweite Spielmodus Bank It legt einen größeren Fokus auf das Eliminieren von Gegnern. Es treten vier Teams gegeneinander an, um Geld für ihr Team zu sammeln und einzuzahlen. Im Laufe des Spiels tauchen überall auf der Karte Tresore auf, die geöffnet werden können. Im Gegensatz zu dem Cashout-Spielmodus können diese Tresore nicht getragen werden, sondern stattdessen kommt aus ihnen, wenn sie sich öffnen, eine bestimmte Summe an Geld in Form von großen, blauen Münzen. Der Wert der Tresore ist hierbei vorher für den Spieler sichtbar und erhöht sich im Laufe des Spiels kontinuierlich. Diese Münzen müssen dann von einem Spieler eingesammelt werden und zu einem Cashout gebracht werden. Wird der Spieler ausgeschaltet, so fallen alle Münzen, die er in dem Moment bei sich trug, auf den Boden und können von anderen Spielern eingesammelt werden. Um das Geld endgültig seinem Team zuzurechnen, muss der Spieler mit dem Geld sich an einen der Cashouts stellen, die ebenfalls zufällig und kontinuierlich auf der Karte auftauchen und nur für begrenzte Zeit nutzbar sind, und mit diesem für 5 Sekunden interagieren. Während dieser Interaktion kann er sich nicht verteidigen und alle Gegner sehen, dass aktuell Geld eingezahlt wird, weshalb die Teammitglieder den Bereich bestmöglich verteidigen müssen. Ist das Geld eingezahlt, kann es nicht mehr gestohlen werden. Das Team, welches zuerst einen Geldwert von 40.000 $ erreicht, gewinnt. Sollte der Timer auslaufen, ohne dass ein Team diesen Wert erreicht hat, gewinnt das Team mit dem höchsten eingezahlten Wert.

### Power Shift
Power Shift ist ein in Season 2 (Patch 2.0.0) eingeführter Spielmodus, in dem zwei Teams von jeweils fünf Spielern gegeneinander antreten, um die Kontrolle über eine schwebende Plattform zu ergreifen. Die Plattform bewegt sich entlang einer vorgegebenen Schiene über die Karte, und sie ändert ihre Richtung, je nachdem welches Team sie kontrolliert. Ein Team gewinnt das Match, indem es die Plattform erfolgreich an das andere Ende der Schiene schiebt. Der Modus ist gedacht als eine lockerere Alternative zu den anderen, eher kompetitiven Spielmodi.

### Terminal Attack
Terminal Attack ist ein 5 gegen 5 Spielmodus, bei dem es ein Angreifer-Team und ein Verteidigungs-Team gibt. Das Ziel des Angreifer-Teams ist es, einen Schlüssel in den Terminal zu werfen und bis zum Ablauf der Zeit im Terminal zu bewahren. Dies muss das Verteidigungs-Team verhindern, indem es die Angreifer bis zum Ende der Zeit daran hindert, den Schlüssel einzuwerfen oder den Schlüssel nach dem Einwurf wieder herausholen, was zum Sieg der Verteidiger führt. Anders als zu den anderen Spielmodi gibt es keine Möglichkeit, sich wiederbeleben zu lassen. Außerdem regeneriert man nur einen Teil seiner Leben, jeglicher Schaden darüber hinaus bleibt permanent bis zum Ende der Runde. Das Team, welches nach sieben Runden die meisten Siege vorweisen kann, gewinnt das ganze Spiel.

### Zeitlich begrenzte Spielmodi

#### Solo Bank It
Eine Variation von Bank It, die für einige Zeit Spielbar war, in der alle Spieler ohne ein Team in einem Alle-Gegen-Alle Format gegeneinander antraten. Der Modus folgte den Regeln von Bank It, und er wurde vom Entwickler als „Experimentell“ bezeichnet, bis er anschließend im Patch 1.6.0 entfernt wurde.

#### Steal the Spotlight
Steal the Spotlight (Deutsch: „Stiehl das Rampenlicht“) war ein zeitlich begrenzter Spielmodus, welcher während Season 1 mit dem Patch 1.6.0 eingeführt wurde. Ähnlich wie in dem „Solo Bank It“-Modus, welcher im selben Patch entfernt worden ist, tritt hier der Spieler allein ohne ein Team gegen die anderen Spieler. Der Modus sonderte sich dadurch ab, dass alle Matches ausschließlich auf der nächtlichen Version der „Las Vegas“-Karte stattfanden, mit der Variation „Tripwires & Turrets“. Dadurch waren an den Cashouts Selbstschussanlagen und Alarmanlagen aktiv, die jeden, der versuchte Geld einzuzahlen, angriffen. Alle Spieler waren außerdem gezwungen, die Schwere Klasse mit einem limitierten Arsenal an Waffen und Gadgets zu spielen, wodurch alle mehr oder weniger die gleiche Ausrüstung hatten. Außerdem trug der Spielcharakter in diesem Modus immer ein neues Kosmetik-Set, welches durch das Abschließen von Missionen in dem Modus permanent freigeschaltet werden konnte. Der Modus wurde zwei Wochen später am 14. Februar wieder aus dem Spiel entfernt.

## Veröffentlichung
The Finals ist, zusammen mit Arc Raiders, eines der ersten beiden Titel des Entwicklerstudios Embark Studios mit Sitz in Stockholm. Das relativ neue Studio ist bekannt dafür, dass viele ehemalige Mitarbeiter des Spielentwicklers DICE, welches besonders für die Battlefield-Spielereihe bekannt ist, nun hier tätig sind, weshalb in den Medien oft Parallelen zwischen den beiden Franchises gezogen werden. Erstmals angekündigt wurde das Spiel im August 2022 für den PC. Die Konsolenports wurden wenig später ebenfalls enthüllt.
Die ersten, geschlossenen Betatests wurden Anfang 2023 abgehalten, mit der ersten Beta, die vom 7. bis zum 21. März 2023 lief. Die zweite geschlossene Beta fand vom 14. bis zum 21. Juni 2023 statt, und schließlich gab es eine offene Beta zwischen dem 26. Oktober und dem 5. November 2023, bei welcher jeder das Spiel herunterladen und ausprobieren konnte. Der Mutterkonzern und Publisher Nexon berichtete, dass etwa 7,5 Millionen Spieler an der offenen Beta teilgenommen haben.
Das Spiel erschien am 7. Dezember 2023 für Microsoft Windows, PlayStation 5 und Xbox Series X/S. Aufgrund der hohen Spielerzahlen waren die Server des Spiels am Erscheinungsdatum temporär überlastet, weshalb die Entwickler für einen kurzen Zeitraum ein Limit für die Spielerzahl verhängen mussten.

## Rezeption
Laut der Website IGN hatte das Spiel während den geschlossenen Betas mit starken Performance-Problemen zu kämpfen. Außerdem wurde es dafür kritisiert, die Sprachsynthese für die Moderatoren und die Spielfiguren genutzt zu haben, an Stelle von echten Synchronsprechern. Als Reaktion auf diese Kritik äußerte sich Embark Studios zu der amerikanischen Nachrichtenwebsite Axios damit, dass die Stimmen aus dem Spiel auf „einer Mischung aus professionellen Synchronsprechern und den Stimmen von einigen Embark Studio-Angestellten“ basiert sind.
Auf Steam erhielt das Spiel eine Nutzerbewertung von 7 von 10 Punkten, allerdings war das Spiel am Erscheinungsdatum von einem „Reviewbombing“ betroffen, auf Grund von vermeintlichen Änderungen an der Bewegungsmechanik. Embark Studio wies dies zurück und erklärte, dass scheinbare Änderungen im Gefühl der Bewegungsmechaniken lediglich auf das Zurücksetzen der Sichtfeld-Einstellung zurückzuführen sind, und dass keine Änderungen an der Bewegungsmechanik gemacht wurden.

### Auszeichnungen
| Jahr | Preis                       | Kategorie                         | Resultat  | Ref.          |
| ---- | --------------------------- | --------------------------------- | --------- | ------------- |
| 2024 | 27th Annual D.I.C.E. Awards | Online Game of the Year           | Nominiert | [ 40 ] [ 41 ] |
| 2024 | 27th Annual D.I.C.E. Awards | Outstanding Technical Achievement | Nominiert | [ 40 ] [ 41 ] |